# Roel Brouwers
Roel Brouwers nasceu na cidade Heerlen, no dia 28 de Novembro de 1981, é um futebolista neerlandês. Atua como Zagueiro. Atualmente defende o Roda.

## Títulos
Mönchengladbach
- 1. Bundesliga Repescagem: 2010